# Velleda callizona
Velleda callizona är en skalbaggsart som först beskrevs av Louis Alexandre Auguste Chevrolat 1855.  Velleda callizona ingår i släktet Velleda och familjen långhorningar.
Artens utbredningsområde är Nigeria. Inga underarter finns listade i Catalogue of Life.